# 陈村街道
陈村街道，是中华人民共和国广东省茂名市电白区下辖的一个乡镇级行政单位。电海街道总面积26.43平方公里。2019年5月10日，根据《茂名市人民政府关于同意电白区水东街道分设为水东、电海、陈村三个街道的批复》，电白区在区大会堂举行水东街道、电海街道、陈村街道揭牌仪式。面积23.45平方公里，街道办事处驻地为原陈村镇政府驻地。

## 行政区划
陈村街道下辖陈村、陈渔、那行、那渔、村山、白石、登步7个村委会：